# Lista över frikyrkosamfund i Sverige
Detta är en lista över frikyrkliga samfund i Sverige. Inom parentes anges antal betjänade den 31 december 2012 (antal medlemmar och bidragsgrundande registrerade besökare enligt Nämnden för statligt stöd till trossamfund) samt medlemsantal år 2009 i Sverige. Notera att vissa kyrkor är dubbelanslutna till två samfund.
Ibland varierar det något vilka kyrkor som anses vara frikyrkor. Det förekommer att även inomkyrkliga väckelserörelser kallas frikyrkorörelser, exempelvis Evangeliska Fosterlandsstiftelsen (EFS), men formellt är de en del av Svenska kyrkan. Missionsprovinsen har tidigare menat själva att de inte är ett kyrkosamfund, men de agerar helt självständigt från svenska kyrkan i alla kyrkliga frågor inklusive prästvigning och utgör därför i praktiken en kyrka. Nu har de dessutom inträtt i ILC, vilket otvetydigt är en sammanslutning av kyrkor.  
- Traditionella frikyrkor[1][2]
  - Equmeniakyrkan (134 000 betjänade, 85 000* medlemmar) som till stor del består av tidigare:
    - Metodistkyrkan (6 000 medlemmar) och
    - Svenska baptistsamfundet (18 000 medlemmar) och
    - Svenska missionskyrkan (61 000 medlemmar) och
      - Svenska frälsningsarmén SFA (enligt SFA 2300 medlemmar på 1990-talet, 12 juli 2006 angavs här 700 medlemmar)

  - Evangeliska frikyrkan EFK (49 000 betjänade, 34 000 medlemmar) som till stor del består av tidigare:
    - Örebromissionen och
    - Helgelseförbundet/Fribaptistsamfundet.

  - Frälsningsarmén (14 000 betjänade, 6 000 medlemmar)
  - Pingströrelsen (109 000 betjänade, 83 000 medlemmar)
  - Sjundedagsadventisterna (3 500 betjänade, 3 000 medlemmar)
  - Svenska alliansmissionen (21 000 betjänade, 13 000 medlemmar)

- Nyare karismatiska rörelser
  - Maranatarörelsen (2 500 medlemmar)
  - Trosrörelsen (med församlingen Livets Ord som mest kända representant) (Trosrörelsen: 6 000  medlemmar, Livets ord: 2 000  medlemmar)
  - Vineyard (800-1 000  medlemmar)

- Lutherska frikyrkor
  - Evangelisk-Lutherska bekännelsekyrkan (ca 50 medlemmar)
  - Evangelisk-Lutherska kyrkan i Sverige (ca 30 medlemmar)
  - Lutherska bekännelsekyrkan (ca 300 medlemmar)
  - Lutherska församlingen (40 medlemmar)
  - Lutherska konkordiekyrkan (ca 20 medlemmar)
  - Missionsprovinsen

- Invandrarkyrkor
  - Anglikanska kyrkan (3 516 betjänade)
  - Ortodoxa kyrkor (126 000 betjänade)
    - Orientaliska
      - Armeniska apostoliska kyrkan (2 500 medlemmar)
      - Etiopiska ortodoxa kyrkan (1 500 medlemmar)
      - Koptiska ortodoxa kyrkan (800 medlemmar)
      - Syrisk-ortodoxa kyrkan (25 000 medlemmar)
      - Österns apostoliska och katolska assyriska kyrka (1 200 medlemmar)

    - Östliga
      - Bulgariska ortodoxa kyrkan (700 medlemmar)
      - Estnisk ortodoxa kyrkan (1 000 medlemmar)
      - Finska ortodoxa kyrkan (6 000 medlemmar)
      - Grekisk-ortodoxa kyrkan (17 000 medlemmar)
      - Makedoniska ortodoxa kyrkan (8 000 medlemmar)
      - Rumänska ortodoxa kyrkan (4 500 medlemmar)
      - Ryska ortodoxa kyrkan (1 500 medlemmar)
      - Serbisk-ortodoxa kyrkan (27 000 medlemmar)
      - Svenska ortodoxa prosteriet (1 800 medlemmar)

  - Romersk-katolska kyrkan (113 000 medlemmar)
  - Ungerska protestantiska kyrkan (5 400 betjänade)
  - Estniska evangelisk-lutherska kyrkan (4 700 betjänade)
  - Lettiska evangelisk-lutherska kyrkan (1 900 betjänade)

- Andra samfund
  - Gammalkatolska kyrkan (600 medlemmar)
  - Jehovas vittnen (23 000 medlemmar)
  - Jesu Kristi Kyrka av Sista Dagars Heliga (mormonerna) (9 000 medlemmar)
  - Liberala katolska kyrkan (600 medlemmar)
  - Nyapostoliska kyrkan (500 medlemmar)
  - Nya kyrkan (Swedenborgare) (150 medlemmar)
  - Vännernas samfund (kväkare) (100 medlemmar)

Summan av antalet angivna medlemmar blir cirka 470 000. Det är emellertid inte ovanligt att en församling tillhör flera samfund. 
Medlemsantal för Equmeniakyrkan är beräknat genom summering av medlemsantalet 2009 i de tre sammanslagna samfunden. Alla församlingar gick emellertid inte in i samfundet.
- Utöver ovanstående åsyftas ibland följande väckelserörelser inom Svenska kyrkan med frikyrkobegreppet (som formellt ej är frikyrkor)
  - Evangeliska fosterlandsstiftelsen EFS (43 000 betjänade)
  - ELM - Bibeltrogna Vänner	2 916

- Historiska samfund
  - Fribaptistsamfundet (uppgick i EFK)
  - Helgelseförbundet (uppgick i EFK)
  - Metodistkyrkan (uppgick i Equmeniakyrkan)
  - Svenska baptistsamfundet (uppgick i Equmeniakyrkan)
  - Svenska missionskyrkan (uppgick i Equmeniakyrkan)
  - Svenska frälsningsarmén (uppgick i Equmeniakyrkan)
  - Örebromissionen (uppgick i EFK)